# Paul Susini
Pour les articles homonymes, voir Susini.
Paul-François de Susini, dit Paul Susini, né le 20 septembre 1843 à Sartène (Corse) et mort à le 8 juillet 1901 à en Dinant (Belgique), est un médecin et homme politique français. 
Militant républicain et actif partisan de l'indépendance Italienne pendant le Second Empire, il adhère au socialisme sous la Troisième République puis au boulangisme.

## Biographie
Né dans la ville de Sartène (Corse), dans une famille, appartenant à l'aristocratie par ses parents et à la faction bonapartiste par son lieu d'origine, Paul Susini devient orphelin très jeune à la suite de la mort de son dernier parent, un oncle, le contraignant à stopper ses études au collège d'Ajaccio pour prendre en main la direction de ses propriétés rurales léguées par sa famille. Mais au bout d'un certain temps, l'exploitation routinière de celles-ci l'ennui profondément et décide en conséquence de cause de tout vendre pour venir, en 1864, s'installer à Paris.

### Débuts en politique et lutte pour l'indépendance Italienne
Le Second Empire lui inspirant un profond dégoût, il quitte la France pour Pise (Italie) où il rentre en contact avec les indépendantistes Giuseppe Mazzini et Giuseppe Garibaldi. Par la suite, il rentre à Paris pour reprendre ses études de médecine. Alors qu'il étudie, Susini est admis à suivre les cours de la Faculté de médecine et est élu à quatre reprises successives, président de l'association universitaire. En parallèle, il participe à une intense campagne républicaine contre l'Empire et en faveur de l'indépendance Italienne en adhérant à "l'Association républicaine universelle", à la "Ligue de la paix et de la liberté", et en travaillant comme journaliste et conférencier. En 1866, il présente sa thèse et est élu docteur en médecine et en chirurgie à la Faculté de Pise. Peu après, il suit les cours de "l'Institut supérieur de perfectionnement", à Florence, pour par la suite, après des examens, être reçu docteur à la Faculté de Naples.
Quand la guerre de 1870 éclate, il se propose comme médecin des armées aux côtés du maréchal Edmond Le Bœuf, offre que ce dernier refuse poussant Susini à rentrer de nouveau en contact avec Giuseppe Garibaldi afin de l'aider à l'enrôlement des Italiens qui s'apprêtaient à marcher au secours de la France. Une fois la paix signée, il s'engage aux côtés de Giuseppe Mazzini pour continuer sa propagande républicaine et indépendantiste. À la suite de la mort de Garibaldi en 1882, Susini est persécuté par la presse Italienne et est contraint de partir pour l'Orient. Il visite successivement la Grèce, la Turquie, l'Asie-Mineure, la Palestine puis l'Égypte où il s'installe (au Caire) et est où il est choisi comme médecin à la "Société de secours mutuel".

### Retour en France et voyage en Amérique
Il rentre à Paris, quelques mois plus tard, et continue à suivre assidument les cours de la Faculté de médecine et se livre à des études ophtalmologiques. Toujours attiré par l'étranger, il embarque sur un navire direction les États-Unis dont il visite une grande partie du territoire. Il se rend ensuite à Buenos Aires où il devient docteur de Faculté, membre titulaire de l'Académie de médecine et professeur d'anatomie pathologique. Toujours passionné par la politique, Susini rentre en contact avec un groupe de carbonari et participe à la fondation du journal "L'Ami du Peuple". Réduit à se déplacer à nouveau, il s'installe sur les frontières de la Bolivie dans la province de Santiago (capitale du Chili) mais une maladie nécessitant une opération particulière le décide à retourner en Corse.

### Le Boulangisme

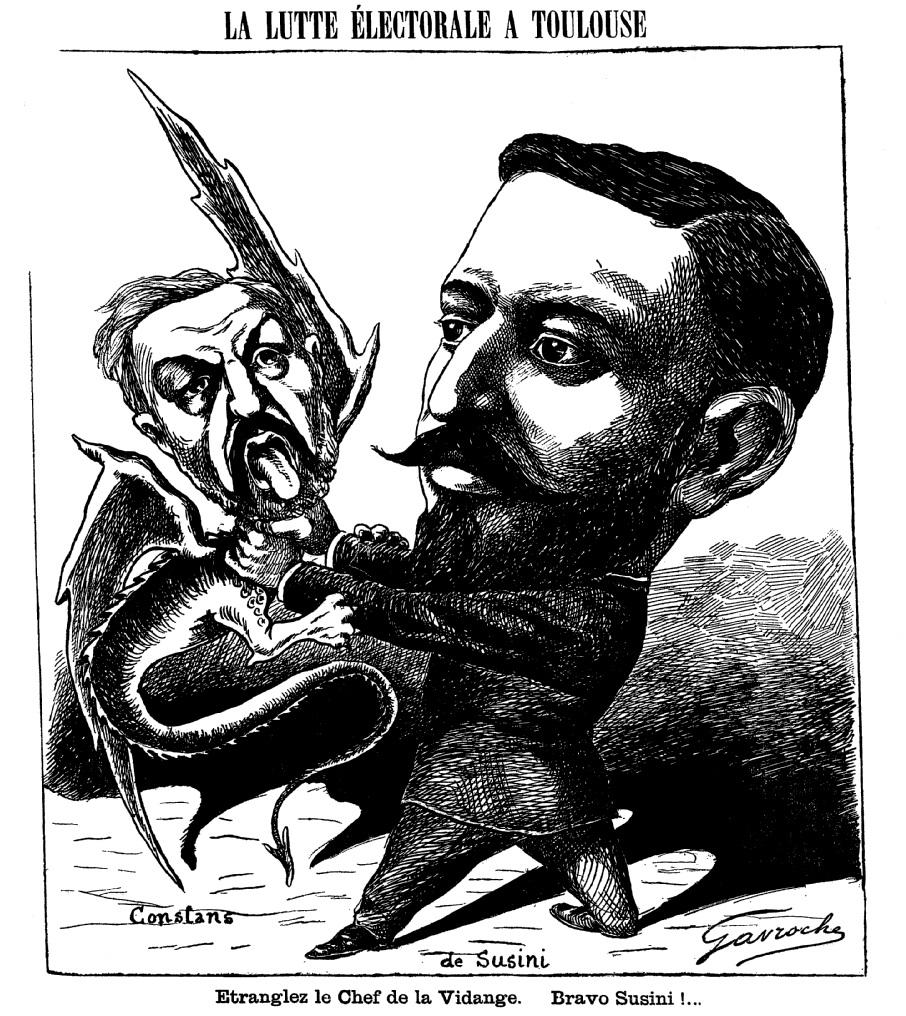
Susini terrassant Constans (caricature de la feuille boulangiste La Diane, 1889).

Une fois arrivé et rétablis, il entame une campagne contre les bonapartistes. Lors des élections du 4 octobre 1885, il retire sa candidature mais échoue à ce que le candidat bonapartiste ne soit pas élu. En 1886, il est élu sur une liste républicaine et vient s'assoir à l'extrême-gauche de l'Assemblée. Par la suite, Susini s'implique activement dans le mouvement boulangiste.

## Source
- « Paul Susini », dans Adolphe Robert et Gaston Cougny, Dictionnaire des parlementaires français, Edgar Bourloton, 1889-1891 [détail de l’édition]
- Biographies Assemblée nationale (1889-1940)